# Otto Mölter
Otto Mölter (* 30. März 1893; † im 20. Jahrhundert) war ein deutscher Lehrer und Heimatforscher.

## Werdegang
Mölter war 40 Jahre als Lehrer im bayerischen Schuldienst tätig. Im Juni 1957 trat er wegen seiner angegriffenen Gesundheit in den Ruhestand. 
Außerberuflich widmete er sich der Heimatforschung. Er errichtete in seinem Wohnort Kleinbardorf ein Heimatmuseum für das Grabfeld. Sein besonderes Interesse galt der Erforschung der Keltenburg auf dem Judenhügel bei Kleinbardorf. Er sammelte wertvolle Fundstücke, die er dem Mainfränkischen Museum in Würzburg zur Verfügung stellte.

## Schriften
- Führer auf den Judenhügel bei Kleinbardorf, Kreis Königshofen im Grabfeld, Kleinbardorf 1953
- Die Juden in Kleinbardorf, 1953, Manuskript im Gemeindearchiv Kleinbardorf
- Aufzeichnungen zum Brauchtum in Kleinbardorf, Manuskript im Gemeindearchiv Kleinbardorf

## Ehrungen
- 1957: Verdienstkreuz am Bande der Bundesrepublik Deutschland

## Quelle
- Bundesarchiv B 122/38472

| Personendaten    | Personendaten                       |
| ---------------- | ----------------------------------- |
| NAME             | Mölter, Otto                        |
| KURZBESCHREIBUNG | deutscher Lehrer und Heimatforscher |
| GEBURTSDATUM     | 30. März 1893                       |
| STERBEDATUM      | 20. Jahrhundert                     |